# FC Dinamo București în sezonul 1956
Sezonul 1956 este al optulea sezon pentru FC Dinamo București în Divizia A și primul din poziția de campioană a ediției anterioare. Din această postură, Dinamo participă din toamnă în Cupa Campionilor Europeni, devenind prima echipă din România înscrisă în această competiție. Dinamo încheie campionatul pe locul secund, cu 29 de puncte, la patru lungimi în urma campioanei CCA. Alexandru Ene ocupă locul doi în clasamentul golgheterilor, cu 17 goluri.

## Rezultate
| Divizia A | Divizia A          | Divizia A                 | Divizia A | Divizia A |
| Etapa     | Data               | Adversar                  | Stadion   | Rezultat  |
| --------- | ------------------ | ------------------------- | --------- | --------- |
| 1         | 18 martie 1956     | Dinamo Bacău              | deplasare | 1-0       |
| 2         | 24 martie 1956     | Dinamo Orașul Stalin      | acasă     | 2-1       |
| 3         | 3 mai 1956         | Știința Cluj              | deplasare | 2-2       |
| 4         | 8 aprilie 1956     | Progresul București       | deplasare | 3-1       |
| 5         | 11 aprilie 1956    | CCA București             | acasă     | 0-4       |
| 6         | 29 aprilie 1956    | Flacăra Petroșani         | acasă     | 0-0       |
| 7         | 6 mai 1956         | Progresul ICO Oradea      | deplasare | 0-1       |
| 8         | 13 mai 1956        | Locomotiva București      | deplasare | 3-2       |
| 9         | 23 mai 1956        | Locomotiva Timișoara      | acasă     | 1-0       |
| 11        | 3 iunie 1956       | Știința Timișoara         | deplasare | 1-3       |
| 12        | 7 iunie 1956       | Flamura Roșie Arad        | acasă     | 3-2       |
| 13        | 21 iunie 1956      | Energia Flacăra Ploiești  | acasă     | 2-1       |
| 14        | 12 august 1956     | Dinamo Bacău              | acasă     | 2-1       |
| 15        | 11 octombrie 1956  | Dinamo Orașul Stalin      | deplasare | 0-1       |
| 16        | 25 octombrie 1956  | Știința Cluj              | acasă     | 8-0       |
| 17        | 30 august 1956     | Progresul București       | acasă     | 2-3       |
| 18        | 16 septembrie 1956 | CCA București             | deplasare | 4-3       |
| 19        | 1 noiembrie 1956   | Energia Minerul Petroșani | deplasare | 0-0       |
| 20        | 8 noiembrie 1956   | Progresul ICO Oradea      | acasă     | 3-0       |
| 21        | 7 octombrie 1956   | Locomotiva București      | acasă     | 2-3       |
| 22        | 14 octombrie 1956  | Locomotiva Timișoara      | deplasare | 0-1       |
| 24        | 28 octombrie 1956  | Știința Timișoara         | acasă     | 4-1       |
| 25        | 4 noiembrie 1956   | Flamura Roșie Arad        | deplasare | 2-3       |
| 26        | 18 noiembrie 1956  | Energia Flacăra Ploiești  | deplasare | 3-1       |

| Cupa României | Cupa României      | Cupa României              | Cupa României | Cupa României |
| Etapa         | Data               | Adversar                   | Stadion       | Rezultat      |
| ------------- | ------------------ | -------------------------- | ------------- | ------------- |
| șaisprezecimi | 13 septembrie 1956 | Energia Flacăra Ploiești   | deplasare     | 5-1           |
| optimi        | 15 noiembrie 1956  | Steagul Roșu Orașul Stalin | deplasare     | 3-4           |

| Legendă    |
| ---------- |
| victorie   |
| egal       |
| înfrângere |

## Cupa Campionilor Europeni
Pe 26 august 1956, Dinamo joacă primul meci în cupele europene din istorie. În turul preliminar al Cupei Campionilor, Dinamo întâlnește pe Galatasaray Istanbul. Primul meci se dispută la București, pe stadionul 23 august în fața a 85.000 de spectatori, și Dinamo se impune cu 3-1, goluri marcate de Gheorghe Voica și Alexandru Ene. În returul de la Istanbul, Ion Suru deschide scorul, și deși turcii se impun cu 2-1, Dinamo promovează pe tabloul principal.
În runda întâi, Dinamo înfruntă pe ȚDNA Sofia (actuala ȚSKA Sofia). Calificarea bulgarilor este decisă încă din prima manșă, jucată la Sofia, când ȚDNA învinge cu 8-1. Golul de onoare al dinamoviștilor este marcat de Ion Suru. Returul are loc pe stadionul Republicii. Bucureștenii se impun cu 3-2, dar părăsesc competiția.

### Primul meci european pentru Dinamo
| 26 august 1956 17:00 | Dinamo București                                        | 3 – 1 | Galatasaray Istanbul | Stadionul 23 August, București Spectatori: 85.000 Arbitru: Francesco Liverani (Italia) |
| 26 august 1956 17:00 | Gheorghe Voica 10' Gheorghe Voica 66' Alexandru Ene 82' |       | Metin Oktay 78'      | Stadionul 23 August, București Spectatori: 85.000 Arbitru: Francesco Liverani (Italia) |

| DINAMO:          |                  |
|                  |                  |
| P                | Florea Birtașu   |
| F                | Gheorghe Băcuț   |
| F                | Ladislau Băcuț   |
| F                | Florian Anghel   |
| M                | Valeriu Călinoiu |
| M                | Ion Nunweiller   |
| A                | Vasile Anghel    |
| A                | Alexandru Ene    |
| A                | Nicolae Dumitru  |
| A                | Gheorghe Voica   |
| A                | Ion Suru         |
| Antrenor:        |                  |
| Angelo Niculescu |                  |

| GALATASARAY: |                    |
|              |                    |
| P            | Turgay Șeren       |
| F            | Saim Tașerengin    |
| F            | Metin Kinay        |
| M            | Ali Beratligil     |
| M            | Ergun Ercins       |
| M            | Rober Eryol        |
| A            | Isfendiyar Açikgöz |
| A            | Metin Oktay        |
| A            | Suat Mamat         |
| A            | Kadri Aytac        |
| A            | Güngör Okay        |
| Antrenor:    |                    |
| Gündüz Kiliç |                    |

| - Arbitri de margine: - Adami (Italia) - Anoscia (Italia) |

### Celelalte meciuri din Cupa Campionilor
Tur preliminar - manșa secundă
| 30 septembrie 1956 | Galatasaray Istanbul            | 2 – 1 | Dinamo București | Mithat Pașa, Istanbul Spectatori: 23.000 Arbitru: Gustav Jiranek (Austria) |
| 30 septembrie 1956 | Kadri Aytaç 40' Metin Oktay 90' |       | Ion Suru 30'     | Mithat Pașa, Istanbul Spectatori: 23.000 Arbitru: Gustav Jiranek (Austria) |

Dinamo se califică mai departe cu scorul general de 4-3.
Turul întâi - prima manșă
| 21 octombrie 1956 | ȚDNA Sofia                                                       | 8 – 1 | Dinamo București          | Vasil Levski, Sofia Spectatori: 50.000 Arbitru: Vasa Stefanovic (Iugoslavia) |
| 21 octombrie 1956 | Kolev 12' 27' 56' 64' Milanov 21' 67' Panaiotov 65' Dimitrov 80' |       | Gheorghe Băcuț 71' (pen.) | Vasil Levski, Sofia Spectatori: 50.000 Arbitru: Vasa Stefanovic (Iugoslavia) |

Turul întâi - manșa secundă
| 30 decembrie 1956 | Dinamo București                                             | 3 – 2 | ȚNDA Sofia             | Stadionul Republicii, București Spectatori: 20.000 Arbitru: Gustav Jiranek (Austria) |
| 30 decembrie 1956 | Nicolae Dumitru 58' (pen.) Remus Lazăr 67' Valeriu Neagu 84' |       | Stoianov 22' Ianev 62' | Stadionul Republicii, București Spectatori: 20.000 Arbitru: Gustav Jiranek (Austria) |

ȚNDA Sofia se califică mai departe cu scorul general de 10-4.

## Transferuri
Înaintea sezonului este adus Iuliu Uțu de la Știința Timișoara, la schimb cu Petre Curcan. Iar Carol Bartha este transferat la Progresul Oradea. Sunt promovați și doi jucători: Vasile Anghel și Ion Nunweiller.